# Manuel Márquez Roca
Manuel Márquez Roca (Barcellona, 7 settembre 1968) è un allenatore di calcio ed ex calciatore spagnolo, di ruolo difensore, tecnico del FC Goa.

## Palmarès

### Allenatore

#### Competizioni nazionali
- Indian Super League: 1

Hyderabad: 2021-2022
- Super Cup: 1

Goa: 2025